# Norma Thrower
Norma Claire Thrower (dekliški priimek Austin), avstralska atletinja, * 5. februar 1936, Adelaide, Avstralija.
Nastopila je na poletnih olimpijskih igrah v letih 1956 in 1960, leta 1956 je osvojila bronasto medaljo v teku na 80 m z ovirami. Na igrah Britanskega imperija je osvojila zlato medaljo v isti disciplini leta 1958. 26. marca 1960 je izenačila svetovni rekord v teku na 80 m z ovirami s časom 10,6 s.